# Соторива (Удине)
Соторива је насеље у Италији у округу Удине, региону Фурланија-Јулијска крајина.
Према процени из 2011. у насељу је живело 26 становника. Насеље се налази на надморској висини од 186 м.